# Laurent Mekies
Laurent Mekies (Tours, 28 aprile 1977) è un ingegnere francese, CEO e team principal della Red Bull.

## Carriera
Si è laureato all'Università di Loughborough dopo avere ottenuto un master's degree alla École Supérieure des Techniques Aéronautiques et de Construction Automobile di Parigi.
Ha iniziato la sua carriera nel 2000 alla Asiatech, in Formula 3, prima di entrare in Formula 1 andando a lavorare per il team britannico Arrows. Quindi si è trasferito alla Minardi negli anni successivi. Quando la scuderia italiana è stata acquistata dal produttore di bevande energetiche austriaco Red Bull e ribattezzata Toro Rosso alla fine del 2005, è stato promosso a capo ingegnere del team.
Ha lasciato la squadra faentina nel 2014 per entrare alla Federazione Internazionale dell'Automobile. Qui, in qualità di direttore della sicurezza, è stato il responsabile dello sviluppo dell'Halo; quindi nel 2017 è stato nominato vicedirettore di gara della Formula 1.
Si è trasferito alla Ferrari nel settembre 2018 come direttore sportivo; dal 2019 ha inoltre assunto la responsabilità del reparto Tracciato e Performance. Al termine del Gran Premio d'Ungheria 2023 ha lasciato la scuderia di Maranello nell'ottica del suo già programmato ritorno a Faenza, nella ridenominata Racing Bulls, col ruolo di team principal a partire dalla stagione 2024.
Il 9 luglio 2025 è diventato team principal della Red Bull, a seguito del licenziamento di Christian Horner.